# Владимирова Нінель Василівна
Нінель Василівна Владимирова (рос. Нинель Васильевна Владимирова; 24 квітня 1928, Миколаїв — 2009, Ташкент, Узбекистан) — літературознавиця та перекладачка. Присвятила все своє життя і свій талант ученого вивченню проблемі узбецької літератури.

## Біографія
Народилася 24 квітня в 1928 році в місті Миколаєві.
У 1941 році з матір'ю і сестрою була евакуйована до Узбекистану, в Ташкентську область.
Закінчила східний факультет Середньоазіатського державного університету (нині Національний університет Узбекистану).

## Наукова творчість
Після закінчення університету Н. В. Владимирова пішла на роботу до Інституту мови і літератури Академії наук УзССР (нині Інститут мови та літератури імені Алішера Навої АН РУз), де брала участь у підготовці «Російсько-узбецького словника» в 1 та 3 томах, видання серії книг «Класики узбецької літератури», опублікувала брошури «Творчість Айдин» (1953) і «Творчість Зафара Диера» (1954).
У 1958 р. захистила кандидатську дисертацію на тему «Деякі питання художнього перекладу з російської на узбецьку мову».
Праці Н. В. Владимирової «Узбецька радянська розповідь», «Формування героя» (обидві — у співавторстві з М. Султановою), «Ідеї та образи в узбецьких оповіданнях», «Розвиток жанру оповідання в узбецькій радянській літературі», монографія «Майстерність Саїда Ахмада», а також збірник статей «Від слова до книги» (1988) стали важливим внеском у вивчення теорії та історії жанрів узбецької літератури.
У 1988 р. Н. В. Владимирова захистила докторську дисертацію на тему «Розвиток жанру оповідання в узбецькій радянській літературі».
Н. В. Владимирова перекладала Чулпана, Фитрата, Абдуллу Каххара, Гафура Гуляма, Саїда Ахмада, Уткура Хашимова, Шукура Халмирзаева і Аліма Атаханова. Кращі твори узбецьких новеллістов, перекладені Н. В. Владимировою, склали антологію узбецької розповіді під назвою «Гранат». Також нею перекладені на російську мову романи «Фергана до світанку» Мирзакалона Ісмаїлі, «Зодчий» Мирмухсина, «Горизонт» Саїда Ахмада, «Бунт і сум'яття» Улугбека Хамдама.
Н. В. Владимирова брала активну участь у створенні однотомного (Москва) і п'ятитомного (Ташкент) видання «Історії узбецької радянської літератури», у підготовці наукового видання «Повного зібрання творів» Айбека у 20-ти томах, за що була удостоєна почесного звання лауреата Державної премії Узбекистану ім. Аль-Біруні.